# 민간 조보
민간 조보(民間 朝報)는 대한민국 경상북도 영천시 선창길 9 2층, 영천역사박물관에 소장되어 있는 조선시대에 민간에서 발행된 조보(朝報)이다. 2018년 12월 20일 경상북도의 유형문화재로 지정되었다.

## 지정 사유
이 자료는 영천역사박물관에 소장되어 있는 조선시대에 민간에서 발행된 조보(朝報)이다. 일반적으로 조선시대의 조보는 승정원에서 처리한 사항을 매일 아침 반포하던 통보(通報)인데 반해, 신청된 유물은 민간에서 상업적 목적으로 1577년(선조10) 11월 6일 ∼ 24일 사이에 인쇄하여 유포된 것이다. 목활자에 금속활자를 일부 사용하여 찍었으며, 전체 9장 가운데 5장에서 발행 연월일을 포함한 서지 정보를 확인할 수 있다.
비록 조보로서의 완전한 문서 형식을 갖추지 못한 잔편(殘片)의 자료이지만, 그 희귀성과 민간에서 상업 목적으로 활자를 사용하여 인출한 신문 성격을 지닌 최초의 자료라는 점 등 민간의 출판문화를 연구하는데 중요한 자료라 판단되므로 유형문화재로 지정한다.